# Ковенский округ путей сообщения
Ковенский округ путей сообщения — орган управления водными путями и шоссейными дорогами в западной части Российской империи в составе Управления (в 1870-1899 гг. - Департамента) водяных и шоссейных сообщений Министерства путей сообщения. Правление Округа находилось в губернском городе Ковна.

## Пути Ковенского округа

#### Главные пути
- Западная Двина
- Неман
- Березина
- Припять
- Огинский канал
- Днепровско-Бугский канал
- Березинский канал
- Перновский порт

## Деление Округа. Должности

#### Отделения
- Гродненское
- Рижское

#### Личный состав Округа
По состоянию на конец 1892 г.:
- Начальник Округа Дурново Александр Владимирович (с 1891 г.), инженер, статский советник.
- Помощник начальника Округа Велигонов Николай Николаевич (с 1886 г.), инженер, статский советник.
- Начальник гродненского отделения и инспектор работ и судоходства (в г. Гродне) Холшевников (с 1891 г.), инженер путей сообщения, коллежский советник.
- Начальник 2-й судоходной дистанции Гродненского отделения (в г. Вильне) Лопушинский Адам Афанасьевич (с 1891 г.), коллежский советник.
- Начальник 1-й судоходной дистанции Рижского отделения (в г. Динабурге) Мозжевелов Аггей Яковлевич (с 1890 г.), коллежский асессор.
- Начальник 4-й шоссейной дистанции Округа (в г. Вилкомире) Липкин Андрей Ксенофонтович (с 1890 г.), инженер путей сообщения, коллежский асессор.

#### Судоходные дистанции
- 1-я Рижского отделения, канцелярия в г. Динабурге Витебской губернии. В ведении дистанции река Западная Двина от Дисны в пределах Виленской губернии.
- 2-я Гродненского отделения, канцелярия в г. Вильне на Антоколе. В ведении дистанции река Вилия и все её притоки до впадения в Неман в городе  Ковна.